# Baloncesto Superior Nacional 2003
La Baloncesto Superior Nacional 2003 è stata la 74ª edizione della Baloncesto Superior Nacional, la massima lega di basket portoricana.

## Squadre partecipanti
- Atl. de San Germán
- Cang. de Santurce
- Cap. de Arecibo
- Criollos de Caguas
- Gallitos de Isabela
- Gig. de Carolina
- Indios Mayagüez
- Leones de Ponce
- Marat. de Coamo
- Piratas de Queb.
- Titanes de Morovis
- Toritos de Cayey
- Vaq. de Bayamón

## Regular Season

### Raul Feliciano Conference
|    | Squadra            | G  | V  | P  |
| -- | ------------------ | -- | -- | -- |
| 1. | Cang. de Santurce  | 30 | 24 | 6  |
| 2. | Vaq. de Bayamón    | 30 | 21 | 9  |
| 3. | Cap. de Arecibo    | 30 | 20 | 10 |
| 4. | Toritos de Cayey   | 30 | 14 | 16 |
| 5. | Criollos de Caguas | 30 | 10 | 20 |
| 6. | Gig. de Carolina   | 30 | 10 | 20 |
| 7. | Titanes de Morovis | 30 | 7  | 23 |

### Juan Vicens Conference
|    | Squadra             | G  | V  | P  |
| -- | ------------------- | -- | -- | -- |
| 1. | Leones de Ponce     | 30 | 19 | 11 |
| 2. | Indios Mayagüez     | 30 | 17 | 13 |
| 3. | Piratas de Queb.    | 30 | 16 | 14 |
| 4. | Atl. de San Germán  | 30 | 16 | 14 |
| 5. | Marat. de Coamo     | 30 | 15 | 15 |
| 6. | Gallitos de Isabela | 30 | 6  | 24 |

## Playoffs

### Tabellone
|  | Semifinali         | Semifinali         | Semifinali        |                   |                 | Finale          | Finale | Finale |  |
|  |                    |                    |                   |                   |                 |                 |        |        |  |
|  | Leones de Ponce    | Leones de Ponce    | 4                 |                   |                 |                 |        |        |  |
|  | Leones de Ponce    | Leones de Ponce    | 4                 |                   |                 |                 |        |        |  |
|  | Atl. de San Germán | Atl. de San Germán | 1                 |                   |                 |                 |        |        |  |
|  | Atl. de San Germán | Atl. de San Germán | 1                 |                   | Leones de Ponce | Leones de Ponce | 0      |        |  |
|  |                    |                    |                   |                   | Leones de Ponce | Leones de Ponce | 0      |        |  |
|  |                    |                    | Cang. de Santurce | Cang. de Santurce | 4               |                 |        |        |  |
|  | Cang. de Santurce  | Cang. de Santurce  | Cang. de Santurce | Cang. de Santurce | 4               | 4               |        |        |  |
|  | Cang. de Santurce  | Cang. de Santurce  |                   |                   |                 |                 |        |        |  |
|  | Vaq. de Bayamón    | Vaq. de Bayamón    | 2                 |                   |                 |                 |        |        |  |

## Vincitore
| Campione BSN 2003                   |
| ----------------------------------- |
| Cangrejeros de Santurce (7º titolo) |

## Statistiche
| Categoria         | Giocatore       | Squadra               | Stat |
| ----------------- | --------------- | --------------------- | ---- |
| Punti per gara    | Carlos Escalera | Maratonistas de Coamo | 25,4 |
| Rimbalzi per gara | Nick Davis      | Titanes de Morovis    | 13,1 |
| Assist per gara   | Eddin Santiago  | Vaqueros de Bayamon   | 6,6  |

## Premi
- BSN Most Valuable Player: Carlos Escalera, Maratonistas de Coamo
- BSN Most Distinguised Player: Carlos Escalera, Maratonistas de Coamo
- BSN Rookie of the Year: Aneuris Liriano, Titanes de Morovis
- BSN Most Improved Player of the Year: Peter John Ramos, Criollos de Caguas
- BSN Defensive Player of the Year: Richard Lugo, Vaqueros de Bayamon
- BSN Comeback Player of the Year: Erick Rivera, Gigantes de Carolina
- BSN Coach of the Year: Raymond Dalmau, Atleticos de San German

- All BSN First Team
  - Orlando Santiago, Cangrejeros de Santurce
  - Eddie Casiano, Leones de Ponce
  - Carlos Escalera, Maratonistas de Coamo
  - Nick Davis, Titanes de Morovis
  - Junior Burrough, Atleticos de San German

- All BSN Second Team
  - Edgar Padilla, Cangrejeros de Santurce
  - Angel Figueroa, Capitanes de Arecibo
  - Carlos Payano, Vaqueros de Bayamon
  - Jeffrion Aubry, Cangrejeros de Santurce
  - Richard Lugo, Vaqueros de Bayamon

- All BSN Defensive Team
  - Eddin Santiago, Vaqueros de Bayamon
  - Ricardo Dalmau, Piratas de Quebradillas
  - Alejandro Carmona, Indios de Mayaguez
  - Jeffrion Aubry, Cangrejeros de Santurce
  - Ja Ja Richards, Maratonistas de Coamo